# Hexatoma (Eriocera) stricklandi stricklandi
Hexatoma (Eriocera) stricklandi stricklandi is een ondersoort van de tweevleugelige Hexatoma (Eriocera) stricklandi uit de familie steltmuggen (Limoniidae). De ondersoort komt voor in het Palearctisch gebied.